# 1-Aminocyclopropane-1-carboxylate synthase
La 1-aminocyclopropane-1-carboxylate synthase, ACC synthase, est une lyase qui catalyse la réaction :
S-adénosyl-L-méthionine  {\displaystyle \rightleftharpoons }  1-aminocyclopropane-1-carboxylate + 5'-méthylthioadénosine.
Cette enzyme intervient dans la biosynthèse de l'éthylène chez les plantes où l'éthylène agit comme phytohormone. Comme les autres enzymes qui utilisent le phosphate de pyridoxal comme cofacteur, elle agit à travers la formation d'un zwitterion quinonoïde. Elle constitue l'étape limitante de la production d'éthylène par les plantes ; dans la mesure où son activation intervient dans le processus de mûrissement des fruits et donc bien souvent à leur détérioration, elle fait l'objet de recherches afin d'optimiser la production fruitière en limitant les pertes,.